# Jean of the Jail
Jean of the Jail è un cortometraggio muto del 1912 diretto da George Melford.
Prodotto dalla Kalem Company e interpretato da Carlyle Blackwell e Alice Joyce, il film uscì nelle sale il 1º aprile 1912. È il debutto cinematografico di Paul Hurst che, nella sua carriera durata fino al 1953, interpreterà 314 film e girerà 51 pellicole come regista.

## Trama
A Pedro, la guardia della prigione, non è mai scappato un prigioniero anche grazie all'aiuto della figlia Jean. La ragazza, privilegiando il lavoro all'amore, continua a lasciare sulla corda Jose, un giovane innamorato che vorrebbe sposarla. Quando Garcia, un pericoloso bandito, viene catturato, alla prigione si fa gran festa con l'alcalde che si fa promettere da Pedro di vigilare strettamente l'uomo. Ma Pedro, ormai non è più un giovanotto: quando si ammala, delega la sorveglianza del prigioniero alla figlia. Jean, però, non si accorge che Garcia è contattato da Luisa, una sua complice che riesce a farlo fuggire. Jean, sentendo dei rumori, corre nella cella dov'è tenuto il bandito ma lo vede fuggire a cavallo insieme alla donna. La ragazza spara, colpendo a morte Luisa. Garcia fugge, andando a nascondersi sulle colline. Jean chiede allora a Jose di dimostrare il suo coraggio, dichiarando che se riuscirà a catturare il bandito, lei accetterà di diventare sua moglie. Jose, spinto da quella promessa, fa di tutto per rintracciare Garcia. Quando lo trova, i due uomini ingaggiano una feroce lotta di cui risulta vincitore Jose, che riporta in carcere il bandito.

## Produzione
Il film, prodotto dalla Kalem Company nel 1912, fu girato a Glendale, in California.

## Distribuzione
Cortometraggio in una bobina, il film uscì nelle sale cinematografiche USA il 1º aprile 1912, distribuito dalla General Film Company che, nel 1915, ne curò una riedizione che uscì il 21 maggio.